# Pokana River
Der Pokana River ist ein Fluss im Südwesten des australischen Bundesstaates Tasmanien. 

## Geografie

### Flusslauf
Der fast 20 Kilometer lange Pokana River entspringt an den Südhängen des Mount Curly im Westteil der Denison Range und fließt zunächst nach Nordosten. Am Hauptkamm des Gebirges beschreibt er einen Halbkreis über Südosten nach Südwesten und mündet rund sechs Kilometer weiter in den Lake Gordon und damit in den Gordon River.
In seiner gesamten Länge verläuft der Pokana River durch vollkommen unbewohntes Gebiet im Ostteil des Franklin-Gordon-Wild-Rivers-Nationalparks.

### Durchflossene Stauseen
Er durchfließt folgende Stauseen:
- Lake Gordon – 296 m